# Mednarodna klasifikacija bolezni
Mednarodna klasifikacija bolezni (kratica MKB; angleško International Classification of Diseases, kratica ICD) objavlja Svetovna zdravstvena organizacija (SZO) in vsebuje vse znane bolezni in vzroke smrti, razvrščene v 21 kategorij (te pa v natančne podkategorije). Zasnova kategorij je bodisi etiološka (vzroki in okoliščine za nastajanje bolezni), vezana na telesne sisteme ali pa na posebnosti bolezni in stanja (neoplazme, poškodbe). Glavna prednost te klasifikacije je v tem, da jo uporabljajo vse države članice SZO.
Trenutno je v uporabi 10. popravljena izdaja (MKB-10) (SZO, 1992).